# 王様

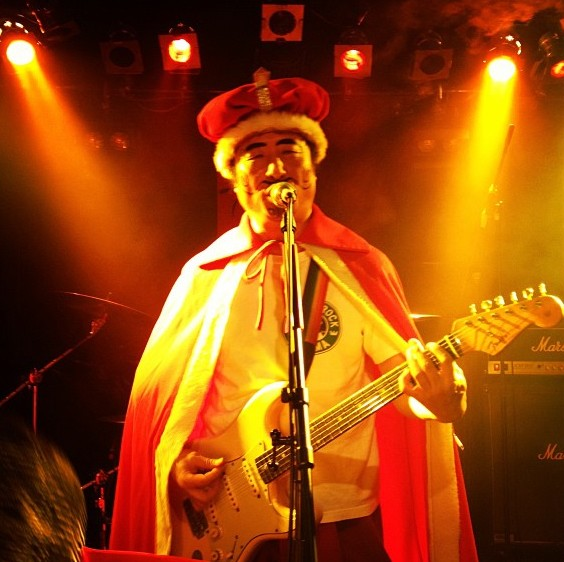
王様

王様（おうさま、1960年7月7日 - ）は、日本の音楽家、ギタリスト。「有限会社オフィス王様」代表。
王様という芸名は、髭をたくわえていた際の風貌が一般的なトランプのキング（王様）に似ていたことに由来すると言われている。本人曰く、本名は「王様 治郎（おうさま じろう）」であるとしている。これは、兄である長男が王位継承を辞退したため、次男の治郎が王位に就いたという（1990年代のラジオ番組ゲスト出演時の本人談）。過去にはこれとは別の本名が紹介されていた例もある。

## 人物
兵庫県西宮市出身。東京都立杉並高等学校、上智大学経済学部を卒業。パルコに就職したが入社後1年半ほど経った時に千葉パルコへの転勤の辞令を拒否する形で退職した。その後、バンドや個人での音楽活動を続けながら職を転々とする。
1990年代に入り英語詞を直訳し原曲に乗せて歌うという直訳ロックと呼ばれるスタイルを確立。1995年、バンドメンバーとして参加した近藤名奈のライブの打ち上げで披露した直訳ロックが音楽ディレクター佃淳三の眼にとまり、ファンハウスからCDデビュー。ディープ・パープルの英語詞を直訳したメドレー曲『深紫伝説』を発表し、売上25万枚のスマッシュ・ヒットとなる。本作品により、同年の第37回日本レコード大賞企画賞を受賞。宮台真司はこの歌詞について、「正しすぎて腰が抜けた」と話している（『荒川強啓 デイ・キャッチ!』（TBSラジオ・2010年8月20日）。
1998年にファンハウスからマーキュリー・ミュージックエンタテインメントに移籍。近年はインディーズレーベルでの直訳曲の発表に加え、英語詞の翻訳やテレビ出演、ライブ活動など多方面で活動している。土日・祝日の日程の殆どがライブ活動でスケジュールが埋まっており、2010年3月7日、奈良県にて行われたライブをもって日本全国47都道府県でのライブ開催を達成した。
川原泉がファンを公言しており、王様も彼女のファンである。
「東京入浴会」会長。銭湯愛好家であり、銭湯保存運動にも参加している。趣味はロールプレイングゲーム。
年齢については明かさない姿勢を貫いていたが、2007年6月17日放送『マチガイだらけのダメな街 クイズみっけタウン!』（テレビ朝日）で「47歳」と明かした。
2009年10月19日の『SUPER SURPRISE』（日本テレビ）に出演。『くりそつ伝説』に収録されている「万の土になった」について出演者から質問が集中し、ミュージック・ビデオ撮影当日はビデオカメラが1日限定という条件でレンタルしたため曇りの日になったと語った。
2011年、ファンキー末吉プロデュースの爆風スランプトリビュート・アルバム『We Love Bakufu Slump』に参加。ギター演奏のみ。
2013年、「王様、はち王子様&渡辺英樹家来」名義のユニットで直訳ロックライブツアーを敢行。はち王子様とは、親交のあるファンキー末吉が王様とユニットを組んでライブを行う際の別名（ファンキー末吉は八王子在住）。ユニットに途中から参加したC-C-Bの渡辺英樹には家来の称号が与えられた（のちに渡辺は英KINGに格上げされ、「王様＋はち王子様＋渡辺英KING」名義でライブツアーを行った）。
2024年9月岐阜県で行われたライブにて家族構成をかなり年下の妻と息子、娘であることを明かす。
娘の大学の費用の為に、70歳までローンを組んだことも表明。

## ディスコグラフィー
訳曲については、原曲を発表したアーティスト名を付記している。

### シングル
|                                   | 曲目                                                                                          | 原曲アーティスト                                                | 発売日・備考 | 発売日・備考 |
| 裸の王様グルグル                  | 1.裸の王様グルグル 2.いじわるばあさん                                                         | #1 作詞・作曲：王様 #2 作詞・作曲：森雪之丞                     | CX系『意地悪ばあさん』のED・OPテーマ ２曲のカラオケバージョンも収録                                                                                              | CX系『意地悪ばあさん』のED・OPテーマ ２曲のカラオケバージョンも収録                                                                                              |
| 裸の王様グルグル                  | 1.裸の王様グルグル 2.いじわるばあさん                                                         | #1 作詞・作曲：王様 #2 作詞・作曲：森雪之丞                     | 1996年5月22日 | ファンハウス FHDF-1550 |
| 幸せなクリスマス (戦争は終わった) | 1.幸せなクリスマス（戦争は終わった） -HAPPY XMAS(WAR IS OVER)- 2.僕のそばにいて -STAND BY ME- | #1（ジョン・レノン） #2（ベン・E・キング）                      | 泉谷しげるとのデュエット 表題曲のカラオケバージョンも収録 | 泉谷しげるとのデュエット 表題曲のカラオケバージョンも収録 |
| 幸せなクリスマス (戦争は終わった) | 1.幸せなクリスマス（戦争は終わった） -HAPPY XMAS(WAR IS OVER)- 2.僕のそばにいて -STAND BY ME- | #1（ジョン・レノン） #2（ベン・E・キング）                      | 1996年11月07日 | ファンハウス FHDF-1592 |
| パチンコ・ブルー / ラ・パチンコ   | 1.パチンコ・ブルー 2.ラ・パチンコ 3.パチンコ・ブルー （ロング・バージョン）                   | #1（ユベール・ジロー）、（サンタナ） #2（リッチー・ヴァレンス） | 名曲「マミーブルー」とメキシコ民謡「ラ・バンバ」の"替え歌"によるカバー。（#1）サンタナのOYE COMO VA、BLACK MAGIC WOMANを間奏部分に起用。カラオケバージョンも収録 | 名曲「マミーブルー」とメキシコ民謡「ラ・バンバ」の"替え歌"によるカバー。（#1）サンタナのOYE COMO VA、BLACK MAGIC WOMANを間奏部分に起用。カラオケバージョンも収録 |
| パチンコ・ブルー / ラ・パチンコ   | 1.パチンコ・ブルー 2.ラ・パチンコ 3.パチンコ・ブルー （ロング・バージョン）                   | #1（ユベール・ジロー）、（サンタナ） #2（リッチー・ヴァレンス） | 2005年05月18日 | ビクター VICL-35817 |

### オリジナル
メディアによってはシングル、アルバム扱いが異なり、公式サイトでは「オリジナル」と分類されている。
| | 曲目 | 原曲アーティスト | 発売日・備考   | 発売日・備考           |
| 深紫伝説 | 1. 高速道路の星 -HIGHWAY STAR- 2. 速さの王様 -SPEED KING- 3. 燃えろ -BURN- 4. 湖上の煙 -SMOKE ON THE WATER- 5. 俺の彼女は東京出身 -WOMAN FROM TOKYO- 6. 変わった感じの女 -STRANGE KIND OF WOMAN- 7. 黒い夜 -BLACK NIGHT- 8. 宇宙のトラック野郎 -SPACE TRUCKIN'- | （ディープ・パープル） | 1995年9月1日   | ファンハウス FHCF-2253 |
| デビュー作。メドレー形式。短縮のRadioEditバージョンやカラオケバージョンが収録。その年のレコード大賞企画賞を受賞した。オリコン最高位23位。 | | |                |                        |
| 鉛の飛行船伝説 | 1. 黒い犬 -BLACK DOG- 2. ユラユラとグルグル -ROCK AND ROLL- 3. 幻惑されて -DAZED AND CONFUSED- 4. 黒い犬 -BLACK DOG- | （レッド・ツェッペリン） | 1995年12月01日 | ファンハウス FHCF-2270 |
| オリコン最高位20位。 | | |                |                        |
| 転石伝説 | 1. 飛んでるジャックの稲妻 -JUMPIN' JACK FLASH- 2. 満足できない! -(I CAN'T GET NO)SATISFACTION- 3. 居酒屋の女 -HONKY TONK WOMEN- | （ローリング・ストーンズ） | 1996年02月01日 | ファンハウス FHCF-2276 |
| オリコン最高位19位。 | | |                |                        |
| 王様の恩返し | 1. 高速道路の星 (完全版) -HIGHWAY STAR- 2. 移民の歌 -IMMIGRANT SONG- 3. キツネっぽい女 -FOXY LADY- 4. 茶色いお砂糖 -BROWN SUGAR- 5. 夏の憂うつ -SUMMERTIME BLUES- 6. 黒い犬 -BLACK DOG- 7. 湖上の煙 (完全版) -SMOKE ON THE WATER- 8. 火 -FIRE- 9. 幻惑されて -DAZED AND CONFUSED- 10. 深紫伝説～ディープ・パープル日本語直訳メドレー～ 11. 王様の恩返し [ボーナストラック] 12. ユラユラとグルグル (ライヴ・イン・ジャパン) -ROCK AND ROLL- | #1、#7、#10 （ディープ・パープル） #2、#6、#9、#12 （レッド・ツェッペリン） #4 （ローリング・ストーンズ） #5 （エディ・コクラン） #3、#8 （ジミ・ヘンドリックス） #11 作詞・作曲：王様 | 1996年02月01日 | ファンハウス FHCF-2273 |
| フルアルバム。オリジナル曲、ライブバージョンも収録された。オリコン最高位8位を獲得。                                                       | | |                |                        |

- 浜っ子伝説[注釈 1]（ビーチ・ボーイズ）1996年
- めっちゃ陽気な鉄道伝説[注釈 2]（グランド・ファンク・レイルロード）1996年
- 想像してごらん（ジョン・レノン）1996年
- 王様の宝箱（オムニバス）1997年4月23日
- 王様伝説（ベスト盤）2003年

マーキュリー・ミュージック・エンタテインメント
- 帰ってきた王様のお色気牧場（セクシーロックのオムニバス）1998年
- 御立派!!（ソウルミュージックのオムニバス）1999年

コニシス・エンタテインメント（インディーズ）
- 接吻伝説（キッス）2000年
- 虹伝説（レインボー）2001年
- 村人伝説（ヴィレッジ・ピープル）2002年
- いとしのオイラ/しろあんこ伝説（エリック・クラプトン他）2003年
- くりそつ伝説（どこかで聞いたことのある楽曲）2008年7月   ※収録曲の「万の土になった～お墓参りに行こう～」では妻、息子、娘がコーラスに参加
- 帰って来た鋼鉄伝説〜金の巻〜 2009年2月
  -     - 生産中止となった下記の鋼鉄伝説からDVDを除いて、音源のみリマスターを施して再発売したもの
- ハードロック講座 〜Vol.1〜（トークと直訳ロックの2本立て）2010年6月

ビクターエンタテインメント
- カブトムシ外伝（ビートルズがカバーした楽曲）[注釈 3]2005年
- 鋼鉄伝説 〜金の巻〜（正統派ヘヴィメタカバー）[注釈 4]2008年6月
  -     - 付属のDVDに権利問題が発生したために生産中止。ただし一部のレンタルショップでは現在も取り扱いしている。

- ソニー・ミュージックダイレクト
  - GOLDEN☆BEST 王様・女王様〜The Legend 2010年12月
    - 女王様の曲を含むベスト盤

- STAY METAL RECORDS
  - 黒い安息日伝説（ブラック・サバス）2013年5月

### 関連商品
- 王様が選ぶ「ロックギターの王様たち」（SONY）
  - 1996年12月01日
    - ※王様が推薦するロックギターの楽曲を集めたオムニバスCD。王様の楽曲は無し。

### DVD
- アーツエイハン
  - 銭湯伝説（銭湯がテーマの娯楽映像）2008年7月

### サポート
- ラスト・コーヒー スミレ（大塚利恵Withマリモーズ）2003年

### CMソング
- 『甘熟王』 - 住商フルーツ（現：スミフル）

「バナナの王様!甘熟王!」 - 2007年（歌のみ）、2010年（歌とナレーション）

### テレビアニメ
- 「いじわるばあさん」　1996-1997 主題歌「いじわるばあさんのテーマ」

## アーティスト提供作品
- 桜塚やっくん「怪僧ラスプーチン」（日本語訳詞）　※ボニーMの楽曲の日本語カバー

## BS・CS系番組
- 王様のご立派ROCK伝説70'S（2003年 - 2004年）
- 王様のご立派ROCK伝説リターンズ（2004年 - 2005年）

メガポート放送BS900ch。王様がナビゲーターで登場したロック音楽バラエティ。王様のフェバリットアーティストを紹介する「今週のご立派」や松田盗作扮する王様が検証する「くりそつロック探偵事務所」、さらには既に他界している様々なアーティストをあの世から呼び寄せる赤柳徹男の「徹男の部屋」など、短いコーナーが脈絡無く登場した。王様の番組SPライブも毎回演奏した。後期には影山ヒロノブやダイアモンド☆ユカイ、人間椅子、大橋純子、富田京子などがゲストで登場し、ロックヒストリーを語った。しかし番組は2005年の放送局閉鎖により放送が打ち切られた。

## 映画出演
- シュレック（日本語吹き替えロビン・フッド役）2001年
- ROCKERS 2003年
- 20世紀少年第1章[注釈 5] 2008年8月

## CM出演
- B-ing（リクルート)
- DDIポケット